# Ocean Ranger

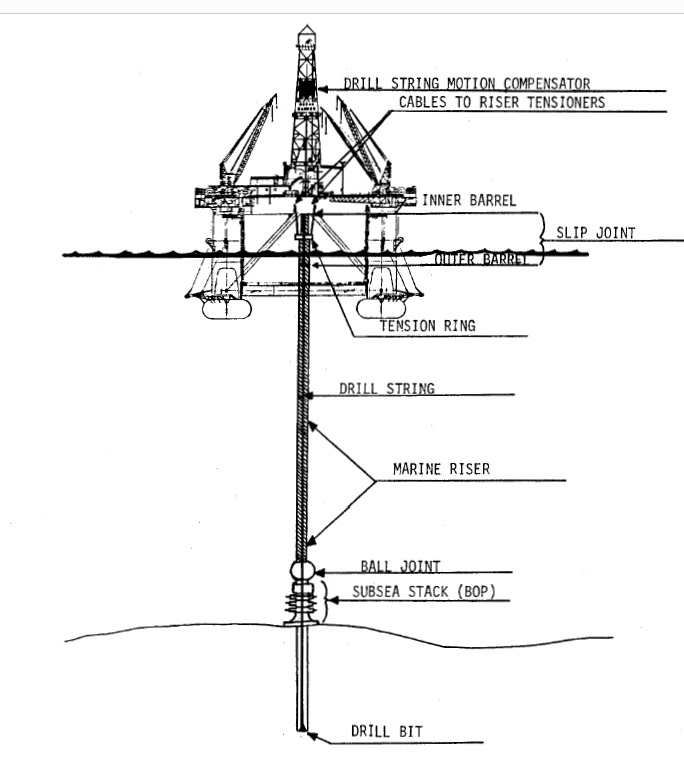
Schema der Ocean Ranger mit Bohrstrang und Bohrschlamm-Steigleitung zum Blowout-Preventer

Die Ocean Ranger war eine große Halbtaucher-Bohrinsel der Ocean Drilling and Exploration Company (ODECO). Sie wurde im Sturm durch Wellen beschädigt und sank am 15. Februar 1982 im Nordwest-Atlantik, 315 Kilometer südöstlich von St. John’s bei den Grand Banks. Alle 84 Besatzungsmitglieder starben.
Die Ursachen der Katastrophe wurden anschließend genau analysiert und führten zusammen mit den Erkenntnissen zum Kentern der Alexander L. Kielland im März 1980 zu einer deutlichen Verbesserung der Ausbildung der Besatzungen und zu neuen Sicherheitstechniken auf Bohrinseln.

## Aufbau und Einsatz
Die Ocean Ranger wurde von Mitsubishi Heavy Industries in Hiroshima, Japan für 125 Millionen USD gebaut. Sie war bei Inbetriebnahme 1976 mit 120,1 Meter Länge und 90,7 Meter Breite die damals weltweit größte Bohrinsel. Die Arbeitsplattform befand sich 46,2 Meter über dem Kiel und verfügte über drei Kräne.

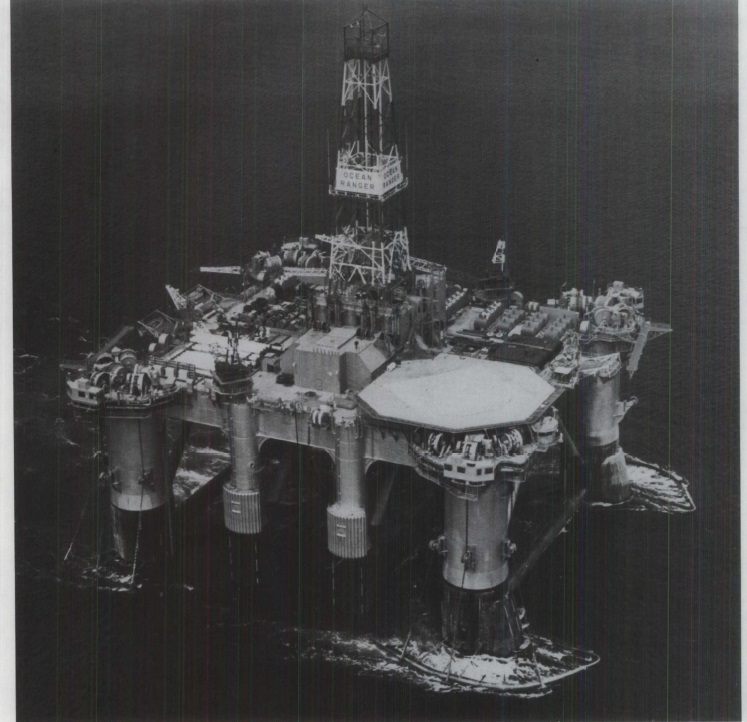
Ocean Ranger während einer Verlegung

Die Ocean Ranger war selbstfahrend: im Heck der beiden Pontons befand sich je ein Maschinenraum mit zwei DC-Elektromotoren zu 2600 kW, die zusammen über ein Reduziergetriebe auf den Propeller einer drehbar gelagerten Kortdüse wirkten. Insgesamt standen somit 10,4 MW für die Marschfahrt zur Verfügung. Neben dem Maschinenraum war der Pumpenraum, mit dem u. a. die Ballasttanks in den Auftriebskörpern gelenzt werden konnten. Während der Fahrt wurden die Platform angehoben, so dass die Pontons aus dem Wasser ragten. Dort wurden die Anker in eine Schiene eingehakt und mit den Ankerwinden auf Spannung gehalten.
Am Zielort wurde für den Bohrbetrieb durch Aufnahme von Ballastwasser ein Tiefgang von 24 m eingestellt. Insgesamt 12 Anker zu je 20 t hielten die Bohrinsel fest. Zum Ausbringen wurde die Hilfe des Unterstützungsschiffes benötigt, um sie an den vorgesehenen Stellen auf dem Meeresboden abzulassen. Jeweils drei Ankerketten (~500 m Kette plus ~1400 m Stahltrosse, Ø 8,9 cm mit einer maximalen Tragkraft von 5300 kN) führten zu einer Ecksäule mit je drei Kettenkästen in der Säule. Die Positionierung wurde über die elektrischen Ankerwinden optimiert.
Ihr Einsatzgebiet lag anfangs vor den Küsten Alaskas, New Jerseys und Irlands, bis sie im November 1980 auf die Grand Banks vor Neufundland zur Exploration des Hibernia-Ölfelds gebracht wurde. Da angenommen wurde, sie sei aufgrund ihrer Größe unsinkbar und habe höhere Stabilitätsreserven, wurde sie in Gebieten eingesetzt, die bei schlechtem Wetter seegangsbedingt für kleinere Bohrinseln zu Betriebsunterbrechungen führten (Abkoppeln des Bohrstrangs).

## Die Katastrophe
Am Sonntag, dem 14. Februar 1982, zog ein Wintersturm mit Windgeschwindigkeiten bis 185 km/h von Neufundland Richtung Grand Banks.

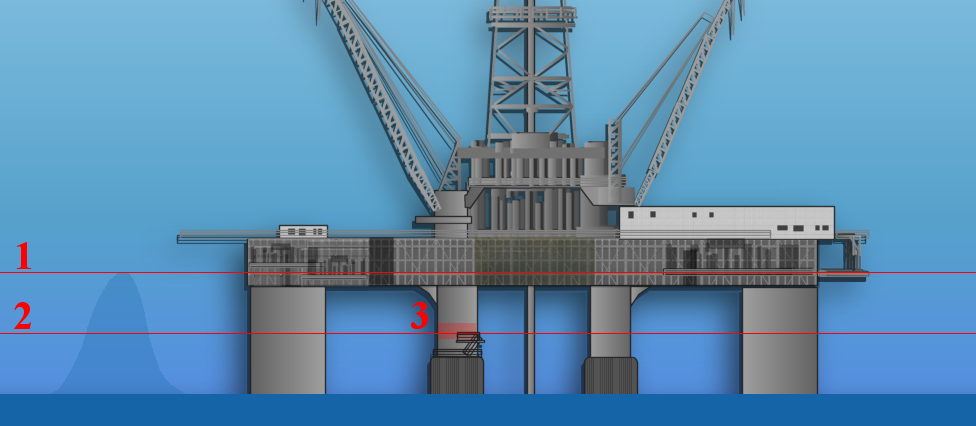
Lage (3) und Höhe (2) des Kontrollraums der Ballasttanks. Zum Vergleich eine 18,5 m hohe Welle (1).

Um 19:00 Uhr berichtete die Ocean Ranger (Position) von bis zu 20 Meter („55 bis zu ca. 65 Fuß“) hohen Wellen, die auf die Plattform trafen. Gegen 20:00 Uhr traf eine besonders hohe Welle den Kontrollraum der Ballasttanks, der sich nur neun Meter über dem Meeresspiegel befand. Es zerbrach eins der Bullaugen, mit denen der Bediener die Tiefgangsmarken auf den vier Ecksäulen des Halbtauchers sowie Ladevorgänge von Nachschubschiffen beobachten konnte. Da die stählernen Seeschlagblenden nicht montiert waren, drang Wasser in den Kontrollraum ein und verursachte einen Kurzschluss. Der Versuch, die Schaltrelais zu trocknen und die Steuerung wieder in Betrieb zu nehmen, schlug fehl. Durch den Ausfall der Pumpen- und der Ventilsteuerung geriet die Plattform in eine bedrohliche Schieflage. Die Besatzung versuchte nun, die Pumpen von Hand zu starten.
Da jedoch jegliche Betriebsanleitungen zum Ballasttanksystem fehlten, wurde durch die Fehlbedienung eine noch größere Schlagseite der Plattform verursacht. Unter anderem wurden 18 der Magnetventile der Kontrollkonsole, welche die pneumatisch bedienbaren Absperrklappen vor allem im vorderen Bereich des Backbordpontons ansteuerten, manuell mit Messingstangen geöffnet, so dass diese unabhängig vom Zustand der Elektrik dauerhaft geöffnet blieben. Weil die Pumpengruppe am Heck der Auftriebskörper mit den Ballastwassertanks installiert waren, reichte die Saughöhe der Lenzpumpen nicht aus, um bei starker buglastiger Trimmung das Wasser aus den vorderen Tanks zu pumpen. Zudem ließ das Ballastsystem nicht zu, Wasser von einem der vorderen Tanks in einen Tank nach achtern umzupumpen, sondern es bestand nur die Möglichkeit, Ballasttanks zu leeren oder mit Seewasser zu füllen. Wenn allerdings mehrere Ventile im Sammelrohr der Pumpengruppe offenstanden, konnte Wasser bei Schlagseite aufgrund der Gravitation von einem höheren zu einem tieferen Tanks fließen und die Situation verschlimmern. Gegen 1:00 Uhr des Folgetages gab es einen Hilferuf von der Ocean Ranger, die Krängung zum Bug hin habe sich auf 8°-10° verstärkt. Wasser drang aufgrund des Seegangs über die Ankerklüsen in die Kettenkästen der vorderen, tiefgetrimmten Säulen ein.
Am 15. Februar um 1:30 Uhr wurde angeordnet, die Plattform zu verlassen. In Folge unzureichender Sicherheitsübungen brach jedoch Panik an Bord aus und viele der Besatzungsmitglieder sprangen von Bord der Plattform, anstatt die Rettungsboote aufzusuchen. Ohnehin waren diese – wegen der starken Schlagseite – nicht mehr sicher zu Wasser zu bringen. Rettungsversuche durch Helikopter waren aufgrund der Wetterbedingungen nicht möglich. Das Versorgungsschiff der Plattform, die Seaforth Highlander, schaffte es, die Plattform trotz schweren Seegangs rechtzeitig zu erreichen und begann, das einzige zu Wasser gelassene Rettungsboot zu bergen. Zwar gelang es der Mannschaft, das Schiff per Leine mit dem Rettungsboot zu verbinden, doch kenterte dieses bei dem Versuch, die ca. 30 Mann an Bord zu evakuieren. Aufgrund der extrem niedrigen Wassertemperatur, verstärkt durch das Fehlen von Überlebensanzügen auf der Ocean Ranger, litten die im Wasser treibenden Männer bereits nach kurzer Zeit unter Hypothermie, was alle weiteren Rettungsversuche mit Rettungsflößen, Leinen und Rettungsringen fehlschlagen ließ.
Um 2:45 Uhr näherte sich die Boltentor, das Versorgungsschiff einer nahe gelegenen Bohrplattform, und suchte die Ocean Ranger per Suchscheinwerfer ab, fand jedoch keine Lebenszeichen oder Anzeichen, dass weitere Rettungsboote zu Wasser gelassen worden waren. Die Versorgungsschiffe entdeckten in den nächsten Stunden zahlreiche im Wasser treibende Personen, keine von ihnen zeigte jedoch Lebenszeichen, und eine Bergung war aufgrund des anhaltenden Sturmes nahezu unmöglich. Um 3:38 Uhr kenterte die Bohrplattform und sank in knapp 80 Meter tiefem Wasser.
Da nur ca. 30 m zwischen der Wasseroberfläche und der Spitze der Schwimmkörper der gesunkenen Ocean Ranger lagen, wurde entschieden, die Plattform zu heben und in tieferem Wasser erneut zu versenken. Bei dem Versuch, sie zu heben, starb ein weiterer Mensch durch eine Explosion und ein weiterer durch ein von der Oberfläche herabsinkendes Objekt.